# Apamea abjecta
Apamea abjecta là một loài bướm đêm trong họ Noctuidae.